# Magic (Nas)
Magic è il quattordicesimo album in studio del  rapper statunitense Nas, pubblicato nel dicembre 2021.

## Tracce
Tutte le tracce sono state scritte da Nasir Jones e Chauncey Hollis, eccetto dove indicato.

1. Speechless – 3:06
2. Meet Joe Black – 2:51
3. Ugly – 3:18 (Jones, Hollis, Dustin Corbett)
4. 40-16 Building – 2:55
5. Hollywood Gangsta – 3:15
6. Wu for the Children – 3:18
7. Wave Gods (featuring ASAP Rocky & DJ Premier) – 3:10 (Jones, Hollis, Christopher Martin, Rakim Mayers)
8. The Truth – 3:27
9. Dedicated – 3:52